# EGroupWare
eGroupWare је средство за групни рад засновано на Вебу. Проистекао је из пројекта phpGroupWare. Садржи бројне модуле, укључујући календар (лични календар и групни, обавештања и аларми), електронску пошту (IMAP и POP3), систем за управљање садржајем, као и још неке модуле за групни рад.